# Chicago Transit Authority (musikalbum)
Chicago Transit Authority är debutalbumet av rockbandet med samma namn, Chicago Transit Authority. Ursprungligen utgavs det som dubbel-LP. Albumet spelades in och gavs ut 1969 på Columbia Records. Bandet bytte under 1970 namn till det kortare Chicago, eftersom de hotades att bli stämda av Chicagos trafikbolag på grund av att Chicago Transit Authority också är namnet på det kollektiva transportsystem som täcker staden och många förstäder.
Mestadelen av musiken på albumet komponerades av Robert Lamm. Fyra singlar släpptes från skivan vilka alla blev listnoterade på USA:s Billboardlista. De största hitlåtarna blev "Does Anybody Really Know What Time It Is?", "Beginnings" och "Questions 67 and 68". Även Spencer Davis Group-covern "I'm a Man" släppte som singel. Skivan finns listad i boken 1001 Albums You Must Hear Before You Die av Robert Dimery.

## Låtlista
(kompositör inom parentes)
1. "Introduction" (Terry Kath) - 6:35
2. "Does Anybody Really Know What Time It Is?" (Robert Lamm) - 4:35
3. "Beginnings" (Lamm) - 7:54
4. "Questions 67 and 68" (Lamm) - 5:03
5. "Listen" (Lamm) - 3:22
6. "Poem 58" (Lamm) - 8:35
7. "Free Form Guitar" (Kath) - 6:47
8. "South California Purples" (Lamm) - 6:11
9. "I'm a Man" (Steve Winwood/James Miller) - 7:43
10. "Prologue (August 29, 1968)" (James William Guercio) - 0:58
11. "Someday (August 29, 1968)" (James Pankow/Lamm) - 4:11
12. "Liberation" (Pankow) - 14:38

## Listplaceringar
- Billboard 200, USA: #17[1]
- UK Albums Chart, Storbritannien: #9[2]
- VG-lista, Norge: #8[3]